# Гоми, Ёдзи
Ёдзи Гоми (яп. 五味 洋治 Гоми Ё:дзи, род. 26 июля 1958, Тино, Нагано, Япония) — японский журналист, известный как автор книги о северокорейском «принце» Ким Чон Наме, сводном брате Ким Чен Ына, созданной на основе многолетней переписки и большого интервью с ним. Работает в крупной газете Tokyo Shimbun.

## Книга
Труд Гоми называется «My Father, Kim Jong-Il, and I: Kim Jong-Nam’s Exclusive Confession.». Он появился в результате переписки между журналистом, которому удалось вручить свою визитную карточку Ким Чен Наму в 2004 году, и последним. Переписка имела место по электронной почте и с перерывами продолжалась несколько лет, причём живущий за границей Ким Чен Нам достаточно откровенно высказывался по многим вопросам внутренней и внешней политики КНДР и осветил некоторые детали «престолонаследия» в этой стране.

### Отзывы
Выход этой книги в свет российский кореевед А. Н. Ланьков назвал «сенсацией» и «политическим событием».

## Другие работы
Является автором ещё нескольких печатных трудов.